# موصل (جمهوری آذربایجان)
موصل (به لاتین: Mosul) یک منطقه مسکونی در جمهوری آذربایجان است که در شهرستان زاقاتالا واقع شده است. موصل ۳۰۰۹ نفر جمعیت دارد. ۸۰ درصد جمعیت آن از اقوام اینگیلوی هستند.